# Санди Крик (Северна Каролина)
Санди Крик (енгл. Sandy Creek) град је у америчкој савезној држави Северна Каролина.

## Демографија
По попису из 2010. године број становника је 260, што је 14 (5,7%) становника више него 2000. године.
| Група             | 2000.       | 2010.       |
| Белци             | 223 (90,7%) | 232 (89,2%) |
| Афроамериканци    | 14 (5,7%)   | 13 (5,0%)   |
| Азијати           | 0 (0,0%)    | 2 (0,8%)    |
| Хиспаноамериканци | 5 (2,0%)    | 3 (1,2%)    |
| Укупно            | 246         | 260         |